# Крученозубка Ліндберга
Крученозубка Ліндберга (Tortula lindbergii) — вид мохів порядку потіальних (Pottiales).

## Поширення
Батьківщиною є Європа, Північна Америка, Азія.